# Gnophos restincta
Gnophos restincta là một loài bướm đêm trong họ Geometridae.